# 小行星3464
小行星3464（英語：3464 Owensby）是一颗围绕太阳公转的小行星。1983年1月16日，愛德華·鮑威爾在可可尼诺县发现了此天体。
这颗小行星的绝对星等为251.3665974749074等。